# Chapelle Saint-Roch de Braine-le-Comte
Pour les articles homonymes, voir Chapelle Saint-Roch.

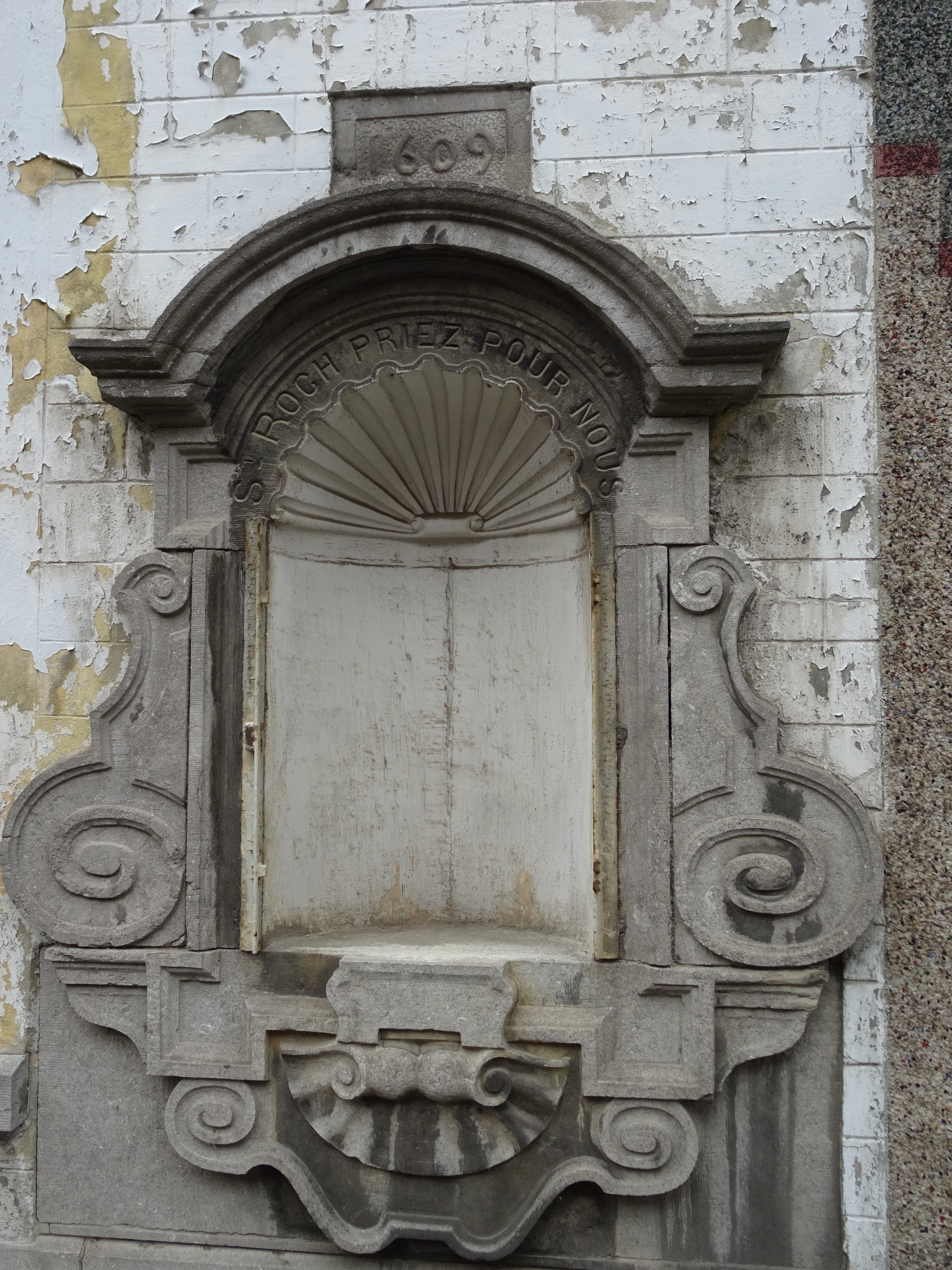
Niche dédiée à Saint Roch, située rue de France

La chapelle Saint-Roch est un petit édifice religieux catholique sis à Braine-le-Comte, dans le Hainaut, en Belgique. Construite en 1854, elle rappelle qu'un ancien cimetière de victimes de la peste se trouvait près de là au XVIe siècle. Bien que dédiée à saint Roch la chapelle abrite uniquement un monumental calvaire. Depuis 1928, le terrain est occupé par l’Institut technique Saint-Gabriel. 

## Le cimetière des pestiférés

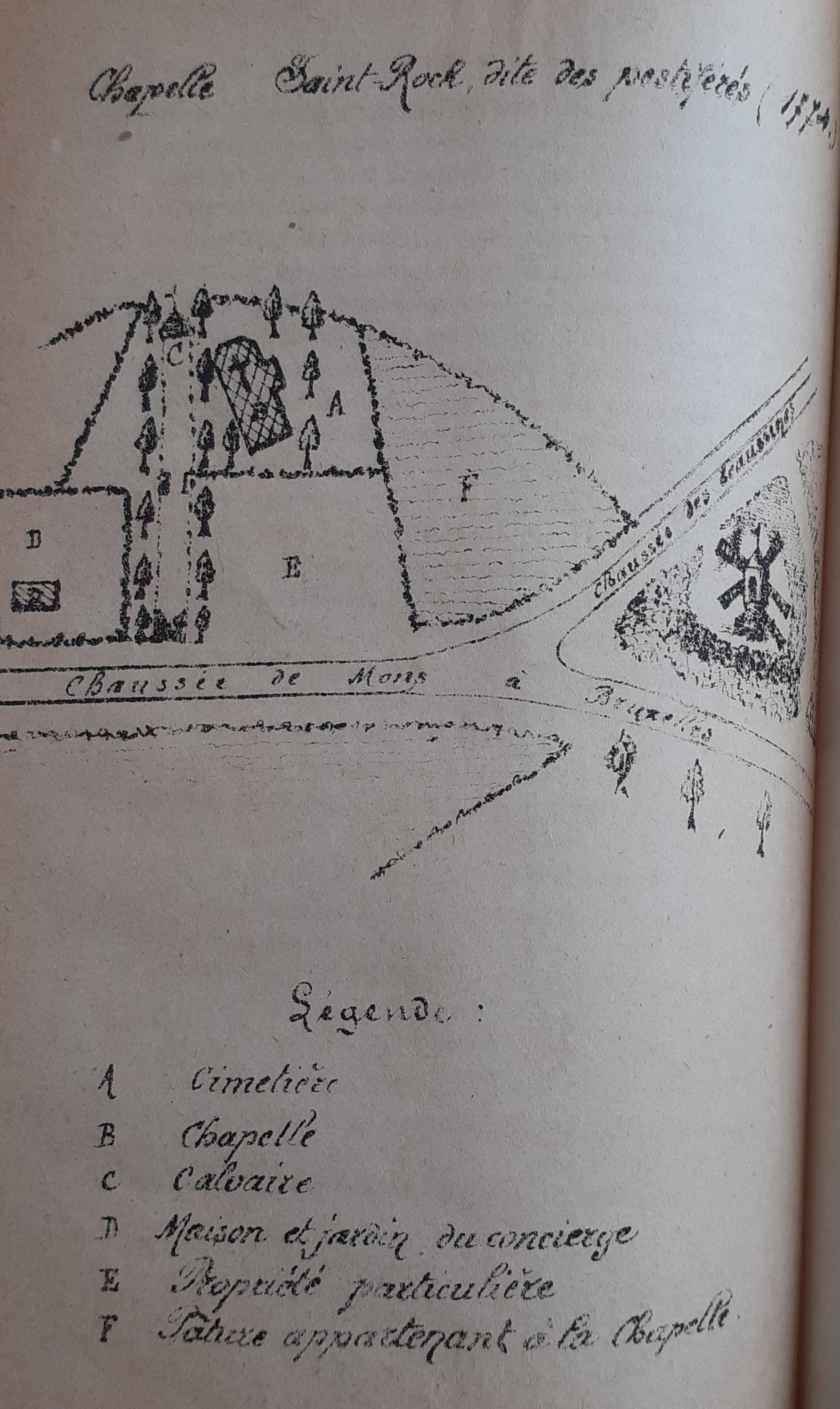
Plan de l'enclos Saint-Roch et des environs au milieu du XVIII.

Lorsqu’une épidémie de peste frappa Braine-le-Comte durant l’année 1572, les autorités de la ville cherchèrent rapidement un lieu à bonne distance des remparts extérieurs pour y enterrer les victimes. Cette décision suit des règles de santé publique établie depuis le XIVe siècle demandant l'isolement le plus complet, même après la mort, car la maladie était très contagieuse. Le lieu choisi est situé au faubourg de Mons, proche du point de jonction des routes de Mons et d’Écaussinnes. Il jouxtait un moulin à vent dénommé plus tard « Saint-Roch » qui a disparu depuis la fin du XVIIIe siècle.
Le terrain consistait en un enclos s’étendant sur 27,3 ares. Il fut béni par l’archevêque de Chalcédoine, auxiliaire de Cambrai le 22 avril 1572. Désormais consacré, le site reçut immédiatement les victimes de la peste. Durant les mois qui suivirent, les décès furent nombreux au point que les autorités de la ville décidèrent, le 11 novembre 1572, d’engager un « fossetier » spécial pour prendre en charge les inhumations. Nommé Quentin Marc, il enterra avec l’aide de son épouse, tous les corps pendant vingt-sept jours. Son labeur fut récompensé de 70 livres et 8 sols. Ces défunts furent inhumés dans des fosses de six pieds de profondeur toujours creusées à l’avance.

## Un lieu de culte
L’épidémie de peste jugulée, le cimetière reçoit des aménagements. Une église dédiée à saint Roch, saint invoqué contre la peste, le choléra et autres maladies contagieuses, est édifiée en 1591. Et en 1670, un grand calvaire en pierre est placé dans la perspective de l’entrée du champ de sépultures. Ces deux constructions apparaissent dans un plan urbain du XVIIIe siècle qui est reproduit dans l’ouvrage sur la paroisse de Braine-le-Comte (voir l’image ci-dessus). Cependant, elles subissent au cours du XIXe siècle des évolutions différentes. L’état de l’église se détériore au point d’obliger le clergé à l’abandonner au profit de l’église paroissiale Saint-Géry. Quasiment en état ruine, sa démolition est finalement décidée en 1865. Cependant, le calvaire fut déplacé à la fin du XIXe siècle dans le cimetière actuel de la ville de Braine-le-Comte. Il orne toujours le sommet de l’ossuaire. 
Plusieurs cérémonies religieuses se déroulaient dans la chapelle. Mais c’est la vénération et culte à saint Roch qui furent le plus important. Celui-ci, malgré son interruption pendant la période révolutionnaire française, reprit dès le début du XIXe siècle. Notamment, trois importants pèlerinages s’y sont déroulés en 1832, 1849 et 1866. Ce sont les années d'épidémies de choléra à Braine-le-Comte.

## L’enclos de Saint-Roch
En août 1784 cet enclos, dit « de Saint-Roch » ou « des pestiférés », fut redéfini pour devenir le lieu principal d’inhumation de la ville de Braine-le-Comte. Cette année-là, l’édit de l’empereur Joseph II ordonnait de déplacer les lieux d’inhumations en dehors des villes. Il s’agissait ainsi d'améliorer les conditions d’hygiène publique. En réponse à cette ordonnance, les magistrats de Braine-le-Comte dressèrent le plan du cimetière des pestiférés. Ils espéraient ainsi limiter les dépenses en proposant d’utiliser un lieu d’inhumation déjà existant. Cette idée fut cependant rapidement abandonnée. La situation sanitaire et géographique du cimetière paroissial de l’église Saint-Géry permet de déroger à l’édit de l’empereur. 
Même au XIXe siècle, lorsque le besoin d’un nouveau cimetière devint urgent, le conseil communal ne cite plus l’enclos des pestiférés comme une solution. Depuis les années 1850, le site est déjà entouré de plusieurs habitations, empêchant ainsi tout agrandissement. Et l’augmentation de la population brainoise nécessite un lieu funéraire pouvant éventuellement être élargi. Finalement, la commune décide de continuer à utiliser l’enclos de Saint-Roch comme un terrain en location. Cela lui permet même de percevoir un revenu non négligeable pour les finances de la ville. La délibération du conseil communal du 28 décembre 1855 en atteste : « la location (…) au profit du sieur Casimir Garitte pour le terme de neuf ans (…) [à partir du] premier octobre 1856, moyennant le fermage annuel de soixante-cinq francs (…). Ce prix est très avantageux aux intérêts de la commune et il surpasse même les prévisions de l’administration. »

## Le site aujourd’hui

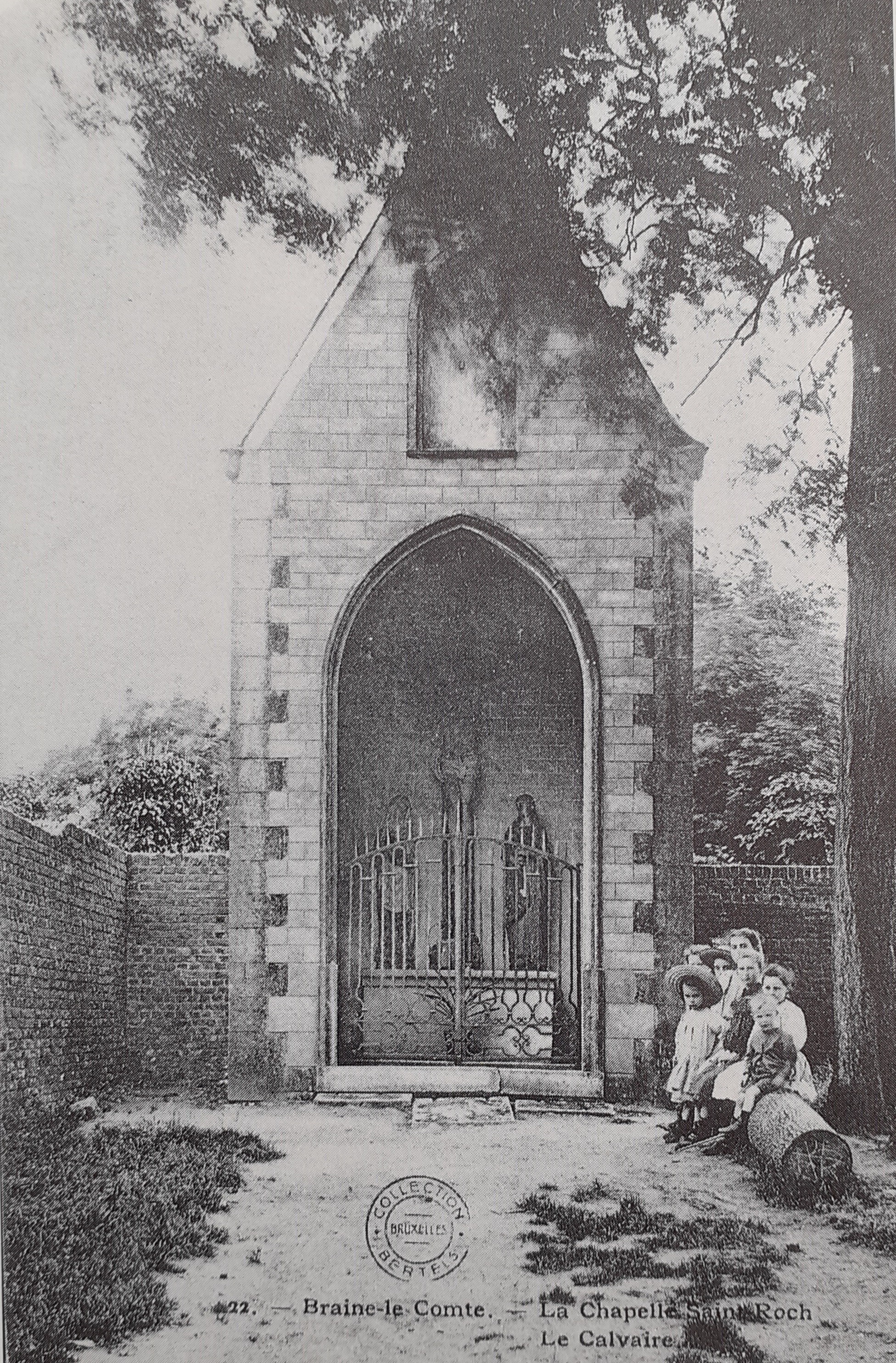
La chapelle Saint-Roch, au début du XXe siècle.

Le site où se situait l'église est maintenant un quartier d'habitations. Il y subsiste un sentier dit de Saint-Roch au bout de laquelle se trouve une niche murale dédiée au même saint. Elle date de 1609 comme le précise le millésime. La niche comporte également cette inscription : ST ROCH PRIEZ POUR NOUS.
La petite chapelle actuelle se trouve à quelques mètres de là, en dehors de l'ancien cimetière. Sa construction date de 1854. Elle comporte une large ouverture néogothique surmontée d’une niche (vide). Une croix en fer surmonte le fronton.
Depuis 1928, la chapelle fait partie de l’ensemble scolaire que forme actuellement l’Institut Technique Saint-Gabriel.

## Patrimoine
- L’intérieur de la chapelle abrite un calvaire composé d’un Christ en croix avec, des deux côtés de la croix, les statues de la Vierge-Marie et de saint Jean[4]. Cet ensemble en plâtre remplace le calvaire original qui se trouve actuellement au-dessus de l’ambon de l’église paroissiale Saint-Géry de Braine-le-Comte[5].
- À l’extérieur de la chapelle est apposé un monument funéraire du XVIIe siècle. C’est le seul vestige funéraire de l'ancienne église Saint-Roch. Elle invite à prier pour deux demoiselles au XVIIe siècle : « Pour mémoire de jeunes Damoiselles Anne Marie et Prudente Maxellende, Filles du sieur Lancelot Anthoin escuyer et de noble Damoiselle Jacqueline d’Auxy, décédées de contagion le 6e et 7e août 1629. Requiescat in pace[6]. »

Au-dessus de cette inscription, un relief représente ces deux personnes en prière de part et d’autre d’un Christ en croix. Cette œuvre en pierre est encadrée par deux pilastres ioniques sur lesquels figurent huit blasons. Ces pilastres soutiennent un fronton circulaire orné d’un blason avec une couronne de laurier.